# Louis Paulhan
Isidore Auguste Marie Louis Paulhan, ou simplesmente Louis Paulhan (Pézenas, 19 de julho de 1883 – Saint-Jean-de-Luz, 10 de fevereiro de 1963) foi um pioneiro da aviação francês. Conhecido por ter vencido a primeira edição do "Daily Mail Aviation Prize" por um voo entre Londres e Manchester realizado em 1910.

## Biografia

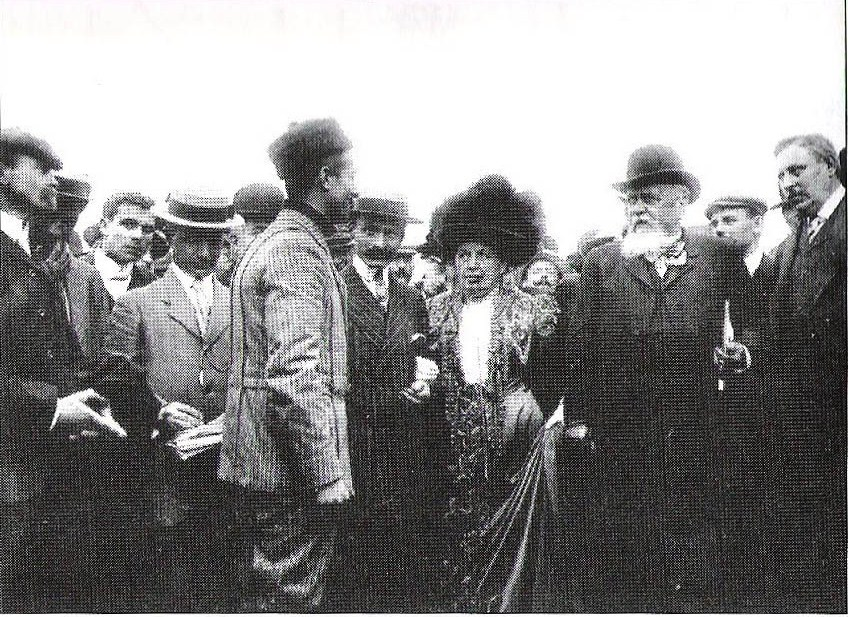
Louis Paulhan e o primeiro casal francês, 24 de agosto de 1909.

A carreira aeronáutica de Paulhan teve início quando ele estava designado para St Cyr como balonista durante o serviço militar, em 1905 ele venceu uma competição para desenho de modelos de avião. Depois de cumprir o serviço militar, ele foi contratado pelo fabricante de balões Édouard Surcouf como engenheiro, trabalhando na construção do dirigível Ville de Paris, tendo efetuado vários voos como seu mecânico durante 1907. No mesmo ano, ele venceu uma competição de desenho de modelos de avião, no qual o primeiro prêmio seria a construção do modelo vencedor em escala natural. O seu desenho era tão complexo, que no lugar ele ganhou um avião Voisin. Com o auxílio da família e amigos, ele obteve um motor e aprendeu a voar sozinho em 1909, Paulhan obteve o seu brevê Nº 10 mais tarde, com data retroativa de 18 de novembro de 1909.
Paulhan tornou-se rapidamente um piloto reconhecido. Ele participou de vários shows aéreos, incluindo: um em Douai em julho de 1909, onde estabeleceu um novo recorde de altitude (150 m) e duração (1 hora e 7 minutos), se estendendo por 47 km; e a Grande Semaine d'Aviation em Reims, onde ele sofreu uma queda. Em Lyon, pilotando um Farman III, ele quebrou três recordes: altura (920 m), velocidade (20 km em 19 minutos) e peso, carregando um passageiro de 73 kg.
Em 29 e outubro de 1909, Paulhan fez o primeiro voo motorizado oficial em Brooklands, Surrey, Inglaterra, no seu biplano fabricado pela Farman Aviation Works. Essa foi também a primeira exibição pública de voo em Brooklands, e cerca de 20 000 espectadores assistiram o seu voo que atingiu 720 pés de altitude. A imprensa local registrou que o terreno ao redor do autódromo de Brooklands foi convertido num aeroporto para esse evento por um grupo de homens trabalhando dia e noite.

## Viagem à América

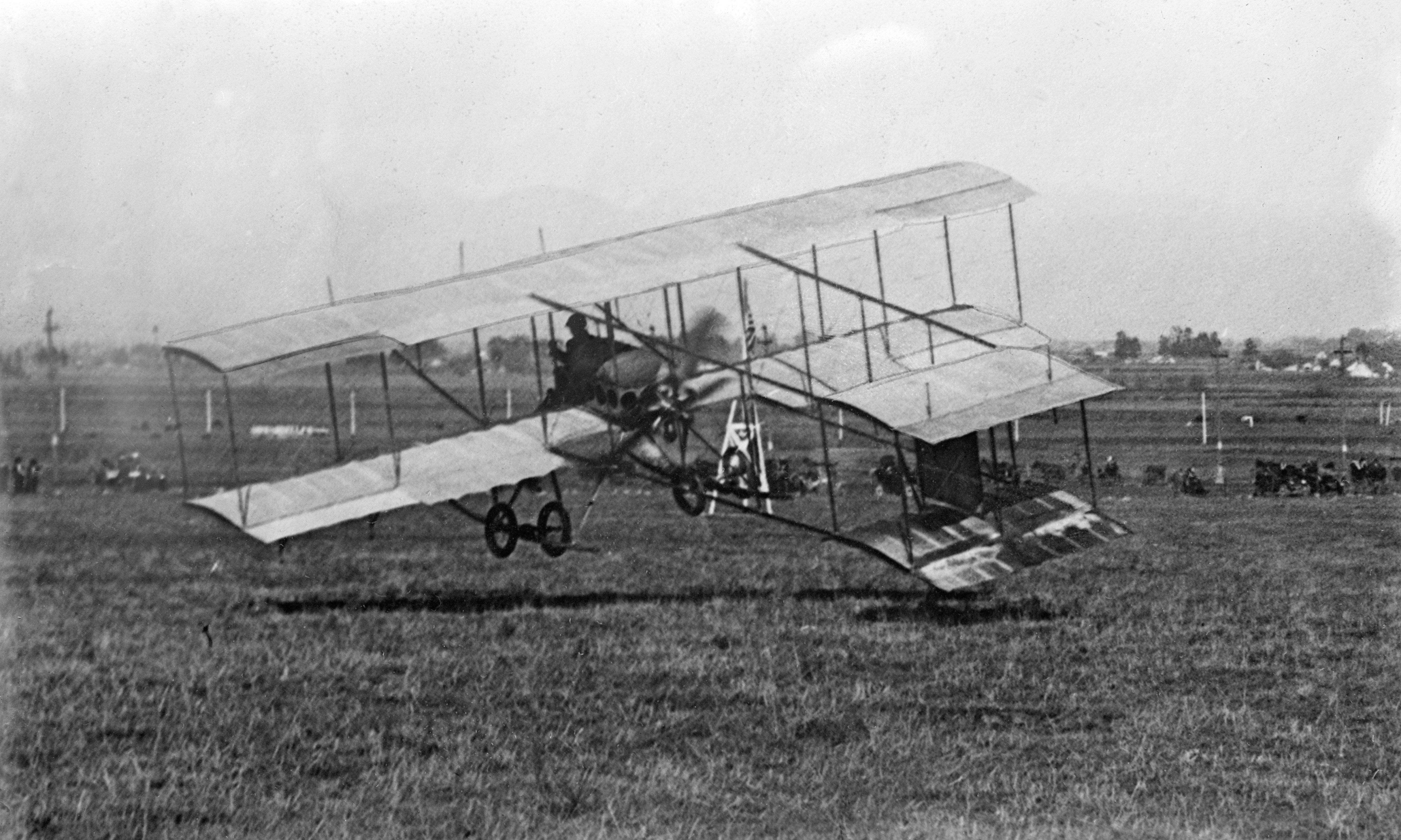
Louis Paulhan decolando em um biplano Farman III no Los Angeles International Air Meet.

Em janeiro de 1910, Paulhan foi convidado a participar de shows aéreos e competições nos Estados Unidos, no Los Angeles International Air Meet. Ele viajou levando dois monoplanos Blériot e dois biplanos Farman. Os irmãos Wright, não participaram do evento, porém estiveram lá com seus advogados para tentar impedir Paulhan e Glenn Curtiss  de voarem, alegando que os ailerons usados nos seus aviões infringiam patentes. Paulhan voou mesmo assim, vencendo todos os prêmios arrecadando US$ 19 000, e estabelecendo novos recordes de altitude, com 1 269 m, batendo o seu recorde anterior de 580 m, e um novo recorde de resistência de 1 hora 49 minutos e 40 segundos. Ele também deu a William Randolph Hearst sua primeira experiência em voo como passageiro, por outro lado, aparentemente ele não atendeu a William Boeing, que ficou entusiasmado com a invenção do avião.
Quando participava do primeiro American Air Meet em Los Angeles, Boeing procurou quase todos os aviadores solicitando por um voo, mas o único que aceitou foi Paulhan. Durante três dias, Boeing esperou pelo voo, mas no quarto dia, descobriu que Paulhan já havia partido. Provavelmente, essa foi uma das maiores oportunidades perdidas da vida de Paulhan, o voo que ele não concedeu à Boeing.

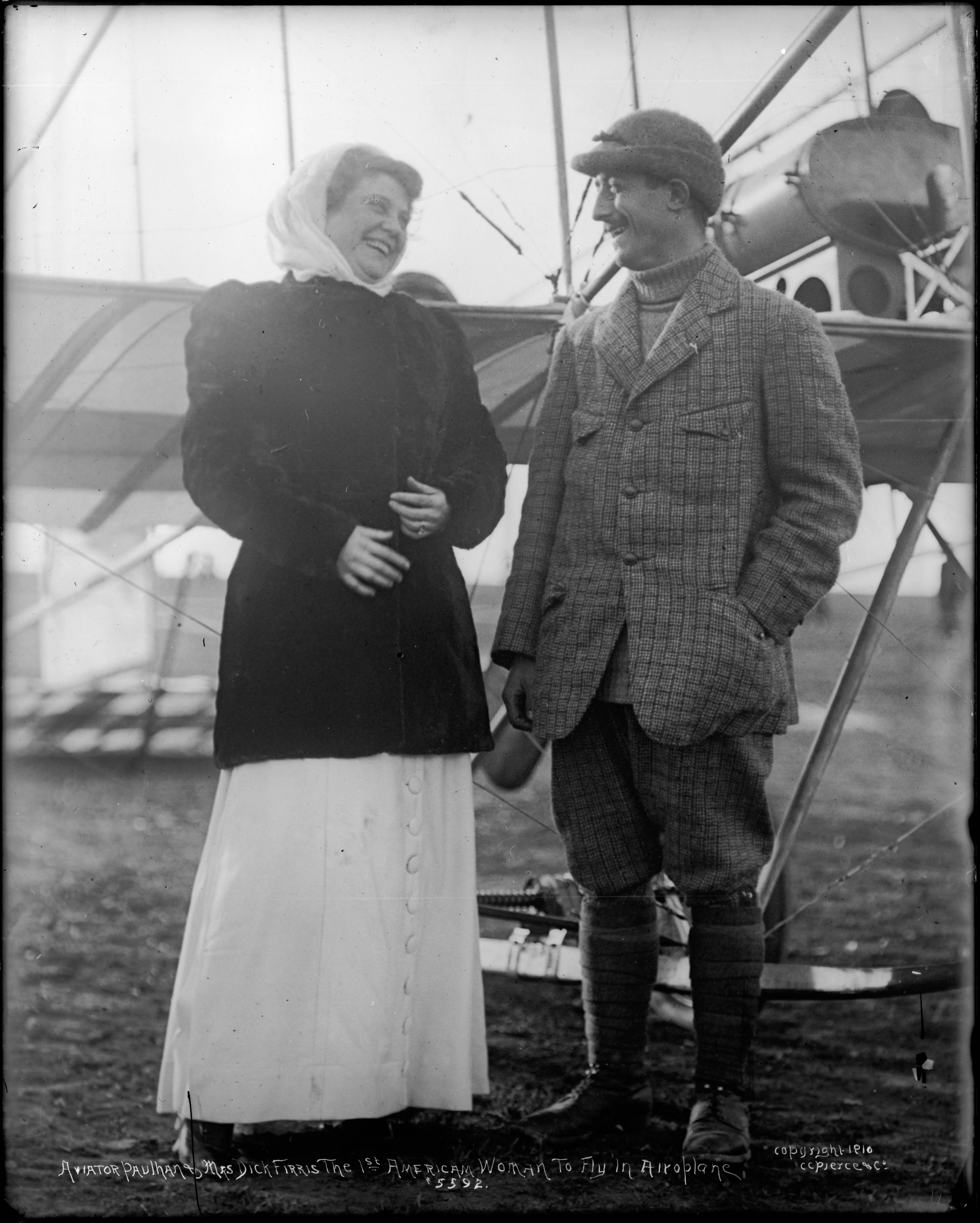
Paulhan e a passageira Sra. Dick Ferris (primeira americana a voar num avião) no Los Angeles Air Meet.

De Los Angeles, Paulhan foi participar de exibições em Salt Lake City, Utah, onde a manchete do Deseret News anunciava: "O Rei do ar está aqui para voar". Ele também se exibiu em Nova Orleans e fez o primeiro voo de avião do Texas.
Os irmãos Wright tiveram uma decisão parcial sobre o processo das patentes em 17 de fevereiro, quando um juiz federal ordenou que Paulhan pagasse US$ 25 000 por cada exibição paga. Furioso, ele cancelou o restante das suas apresentações e foi para Nova Iorque, para desafiar os Wright fazendo demonstrações públicas gratuitamente. A disputa se acirrou, e em março, um acordo foi feito, onde ele podia continuar fazendo exibições com o seu biplano Farman desde que pagasse uma taxa de US$ 6 000 por semana até que o caso fosse decidido. Essa disputa ameaçou o encontro internacional de aviação que estava sendo organizado pelo Aero Club of America, no qual a competição pela Copa Gordon Bennett teria lugar. De acordo com Courtlandt Field Bishop, presidente do Aero Club of America, todos os principais aviadores estrangeiros haviam assegurado que não iriam aos Estados Unidos até que o caso fosse resolvido. Se Paulhan ganhasse a causa, eles iriam competir; se ele perdesse, eles "não iriam se arriscar a ficar sob a jurisdição das cortes americanas". Eventualmente, Paulhan retornou discretamente para a França.
O caso da patente dos irmãos Wright se arrastou durante anos, envolvendo Curtiss e muitos outros pilotos e fabricantes.

## De volta à Europa

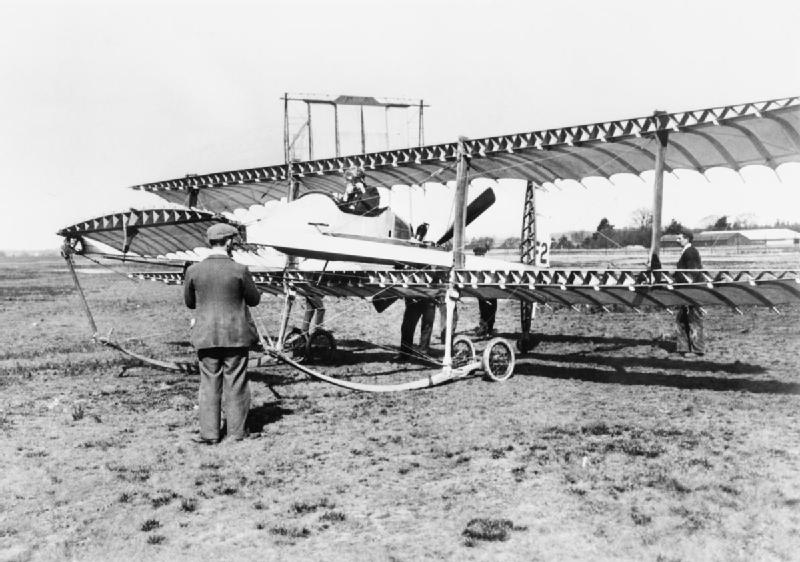
O biplano Paulhan, ~1913.

Retornando à Europa, Paulhan continuou suas realizações na aeronáutica. Em abril de 1910, ele venceu a Corrida Aérea de Londres para Manchester, arrebatando o prêmio de £ 10 000 oferecido para quem fizesse um voo entre Londres e Manchester, uma distância de 314 km. Esse prêmio havia sido oferecido em 1906 pelo Daily Mail para o primeiro piloto a voar de Londres até Manchester em no máximo 24 horas. O voo deveria começar e se encerrar a uma distância menor que 8 km do escritório do Daily Mail em cada cidade, com não mais que duas paradas durante o percurso. Em 1906, essa tarefa parecia impossível - os melhores voos na Europa naquela época só conseguiam se manter no ar por alguns segundos. Paulhan chegou em Manchester 12 horas depois de sair de Londres, gastando 4 horas e 12 minutos no ar, com uma parada noturna em Lichfield, a 188 km do ponto de partida. Com essa marca, ele bateu o concorrente britânico, Claude Grahame-White. Existe uma blue plaque numa casa na Paulhan Road, Burnage, Manchester, no local do seu pouso vitorioso.
Em 1910, Paulhan foi um dos primeiros pilotos a voar num hidroavião, o Fabre projetado por Henri Fabre, e recebeu um prêmio de £ 10 000 pelo maior número de voos realizados no ano. Ele também voltou sua atenção para o projeto de aviões, criando o seu biplano em associação com Fabre que voou na competição de aviões militares franceses de 1911, e o Aéro-Torpille, em associação com Victor Tatin.
Em fevereiro de 1912, ele abriu uma escola de pilotagem para hidroaviões em Villefranche-sur-Mer, antes de se mudar para Arcachon.

## Primeira Guerra Mundial

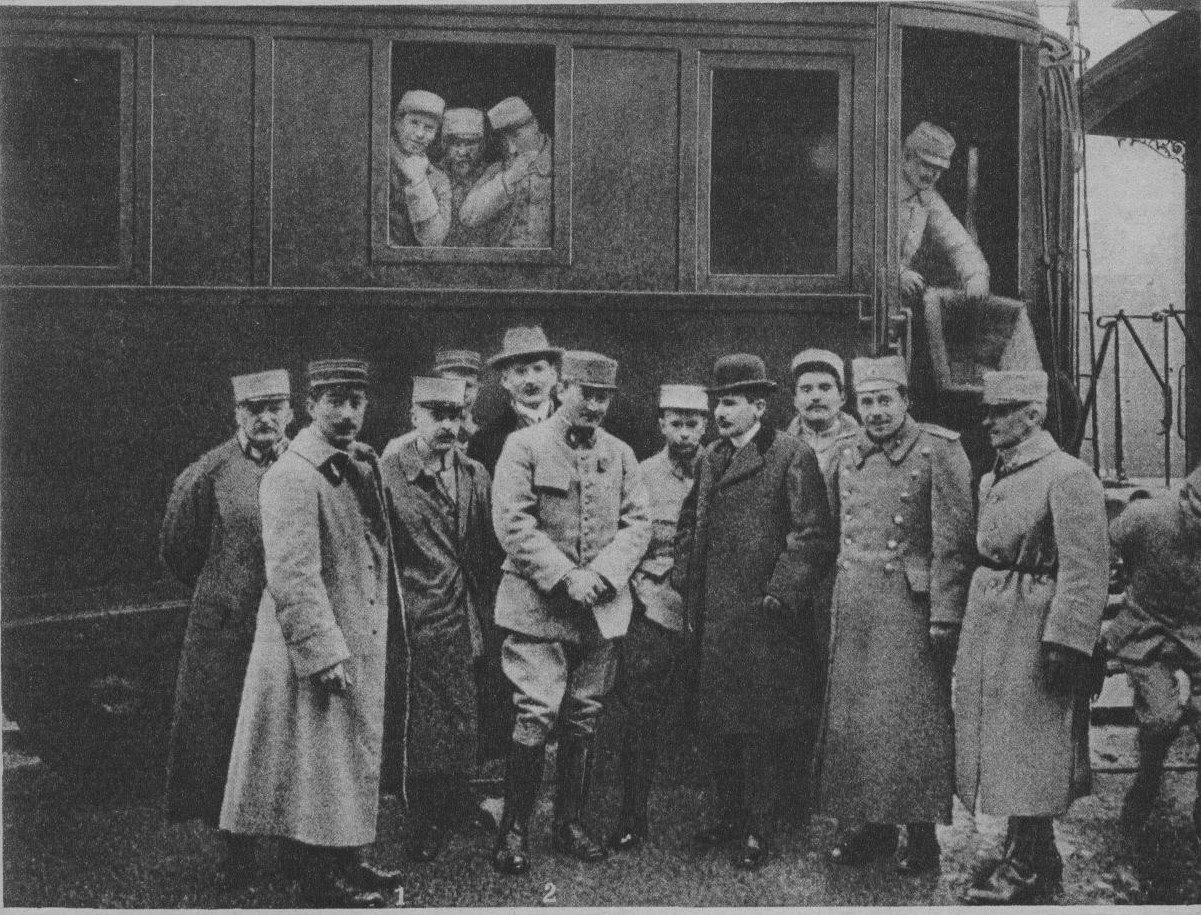
Paulhan e seu grupo de aviadores na Sérvia, 27 de junho de 1915.

Na Primeira Guerra Mundial, Paulhan foi mobilizado como piloto com a patente de tenente em 15 de setembro de 1914, servindo inicialmente no Norte da França, perto de Amiens. Ele foi transferido para a frente sérvia em 1915, onde ele era não somente o piloto mais experiente, como também o mais velho. Na Sérvia, ele comandou um esquadrão de 10 aviões Farman. Quando em voo, ele era acompanhado por um artilheiro ou por um mecânico.
A campanha da Sérvia não teve sucesso, mas Paulhan efetuou a primeira "evacuação médica" do Mundo, quando ele conduziu Milan Stefanik em voo para a segurança. Condecorado com a "Croix de guerre", ele retornou à França e não voltou a voar missões militares, mas retornou à atividade de construção aeronáutica, mais especificamente de hélices para os militares franceses. Depois da Guerra, ele foi tornado oficial da Légion d'Honneur.

## Depois de 1918

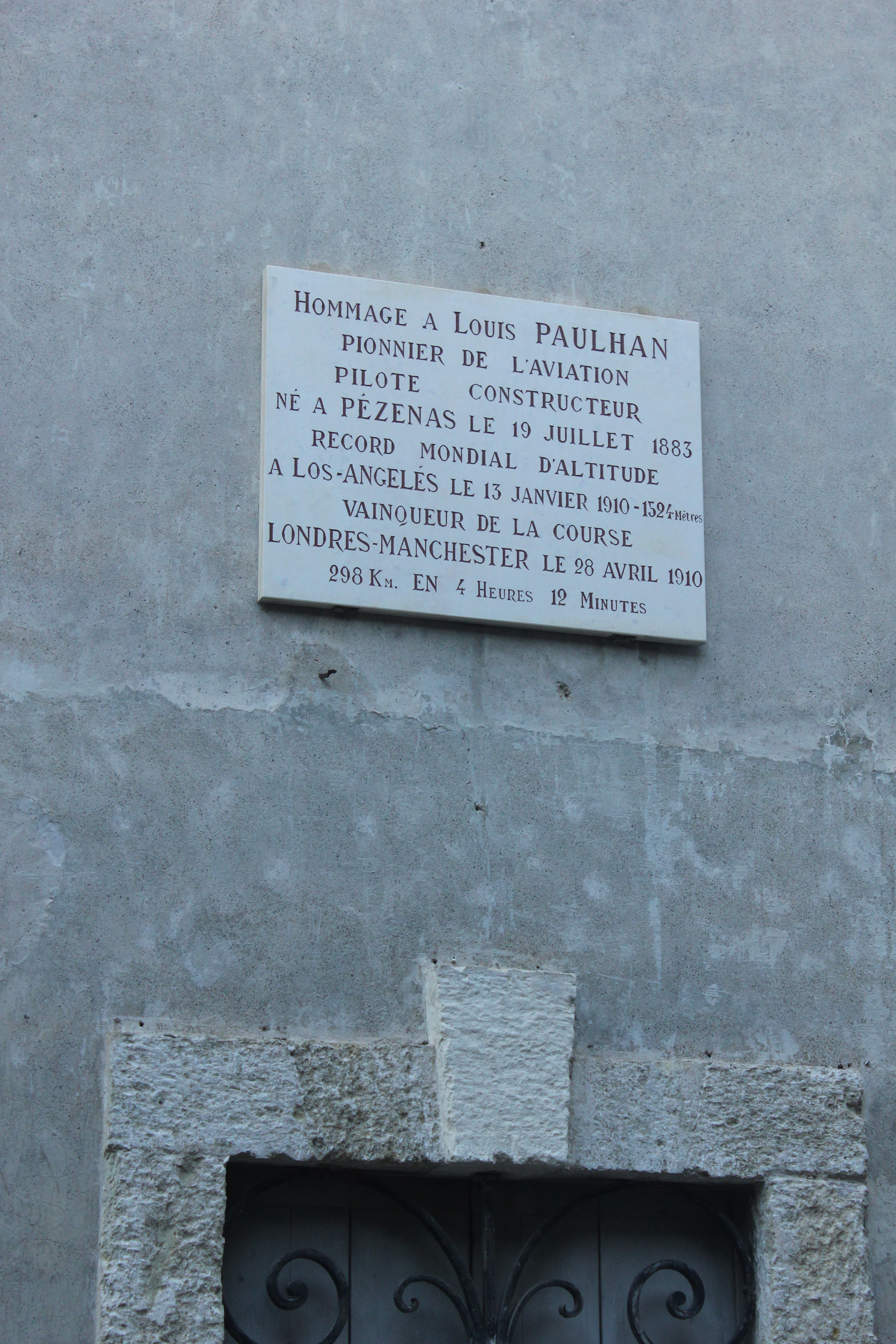
Placa à Paulhan na Rue Conti, Pézenas.

Depois da baixa no serviço militar, Paulhan tornou-se construtor de hidroaviões, construindo-os sob licença da Curtiss. Ele trabalhou na construção de aviões com o engenheiro Pillard na Société Provençale de Constructions Aéronautiques, construindo em 1928 o primeiro hidroavião totalmente de metal da França, o SPCA Paulhan-Pillard T3. Ele parou de trabalhar quando seu único irmão, René, morreu em 10 de maio de 1937, durante a apresentação de um avião de caça. Ele contribuiu na fabricação dos aviões Dewoitine, mas logo depois, retirou-se definitivamente para Saint-Jean-de-Luz, de onde raramente saiu antes de sua morte. Em 1960, Paulhan foi convidado pela Air France para ser um dos passageiros de seu voo inaugural sem escalas entre Paris e Los Angeles.

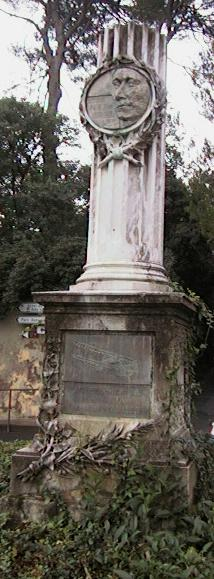
Monumento à Paulhan em Pézenas.

Em 1927, Paulhan foi um dos fundadores da companhia Société Continentale Parker na França, juntamente com Robert Deté, Enea Bossi e Pierre Prier, o objetivo era o de transferir tecnologias de tratamento de superfície da crescente indústria aeroespacial para a Europa. Eles começaram com uma licença da Parker Rust-Proof of Detroit (parkerização ou fosfatização), e em seguida, com os direitos de distribuição da Udylite Corp para um processo químico específico de galvanização. As sucessoras dessa companhia, a Chemetall GmbH e a Coventya GmbH, tornaram-se mais tarde líderes no mercado europeu de tratamento de superfície.
Paulhan morreu em 10 de fevereiro de 1963 em Saint-Jean-de-Luz. Ele foi enterrado em sua cidade natal, Pézenas, onde um monumento foi erguido em sua homenagem; uma "blue plaque" na Rue Conti em Pézenas, também celebra suas realizações.